# Miami Open 2024 - Qualificazioni singolare maschile
Le qualificazioni del singolare maschile del Miami Open 2024 sono state un torneo di tennis preliminare per accedere alla fase finale della manifestazione. I vincitori dell'ultimo turno sono entrati di diritto nel tabellone principale. In caso di ritiro di uno o più giocatori aventi diritto a questi sono subentrati i lucky loser, ossia i giocatori che hanno perso nell'ultimo turno ma che avevano una classifica più alta rispetto agli altri partecipanti che avevano comunque perso nel turno finale.

## Teste di serie
1. Thiago Seyboth Wild (qualificato)
2. Yoshihito Nishioka (ultimo turno, lucky loser)
3. Arthur Cazaux (primo turno, ritirato)
4. Jakub Menšík (ultimo turno)
5. Arthur Rinderknech (ultimo turno)
6. Hugo Gaston (primo turno)
7. Cristian Garín (primo turno)
8. Pedro Martínez (ultimo turno)
9. Aleksandar Kovacevic (qualificato)
10. Brandon Nakashima (qualificato)
11. Jeffrey John Wolf (ultimo turno)
12. Jurij Rodionov (primo turno)

1. Roberto Bautista Agut (qualificato)
2. Thanasi Kokkinakis (primo turno, ritirato)
3. Constant Lestienne (ritirato)
4. Sumit Nagal (ultimo turno)
5. Quentin Halys (primo turno)
6. Benoît Paire (primo turno)
7. David Goffin (ultimo turno)
8. Thiago Monteiro (primo turno)
9. Vít Kopřiva (qualificato)
10. Diego Schwartzman (qualificato)
11. Duje Ajduković (primo turno)
12. Zizou Bergs (ultimo turno)

## Qualificati
1. Thiago Seyboth Wild
2. Emilio Nava
3. Harold Mayot
4. Lukáš Klein
5. Diego Schwartzman
6. Coleman Wong

1. Andrea Vavassori
2. Adam Walton
3. Aleksandar Kovacevic
4. Brandon Nakashima
5. Vít Kopřiva
6. Roberto Bautista Agut

### Lucky loser
1. Yoshihito Nishioka

## Tabellone

### Legenda
| - Q = Qualificato - WC = Wild card - LL = Lucky loser | - ALT = Alternate - SE = Special Exempt - PR = Protected Ranking | - w/o = Walkover - r = Ritirato - d = Squalificato |

### Sezione 1
|  | Primo turno | Primo turno         | Primo turno         | Primo turno | Primo turno |  |  | Ultimo turno | Ultimo turno        | Ultimo turno        | Ultimo turno | Ultimo turno |  |
|  |             |                     |                     |             |             |  |  |              |                     |                     |              |              |  |
|  | 1           | Thiago Seyboth Wild | Thiago Seyboth Wild | 6           | 6           |  |  |              |                     |                     |              |              |  |
|  |             | Damir Džumhur       | Damir Džumhur       | 4           | 2           |  |  | 1            | Thiago Seyboth Wild | Thiago Seyboth Wild | 6            | 6            |  |
|  |             | Hugo Grenier        | 6                   | 4           |             |  |  |              | Hugo Grenier        | Hugo Grenier        | 3            | 4            |  |
|  | 14          | Thanasi Kokkinakis  | 4                   | 1           | r           |  |  |              |                     |                     |              |              |  |

### Sezione 2
|  | Primo turno | Primo turno        | Primo turno        | Primo turno | Primo turno |  |  | Ultimo turno | Ultimo turno       | Ultimo turno       | Ultimo turno | Ultimo turno |  |
|  |             |                    |                    |             |             |  |  |              |                    |                    |              |              |  |
|  | 2           | Yoshihito Nishioka | Yoshihito Nishioka | 6           | 7           |  |  |              |                    |                    |              |              |  |
|  |             | Elias Ymer         | Elias Ymer         | 3           | 64          |  |  | 2            | Yoshihito Nishioka | Yoshihito Nishioka | 5            | 6            |  |
|  |             | Emilio Nava        | Emilio Nava        | 6           | 7           |  |  |              | Emilio Nava        | Emilio Nava        | 7            | 7            |  |
|  | 17          | Quentin Halys      | Quentin Halys      | 4           | 5           |  |  |              |                    |                    |              |              |  |

### Sezione 3
|  | Primo turno | Primo turno        | Primo turno        | Primo turno | Primo turno |  |  | Ultimo turno | Ultimo turno | Ultimo turno | Ultimo turno | Ultimo turno |  |
|  |             |                    |                    |             |             |  |  |              |              |              |              |              |  |
|  | 3           | Arthur Cazaux      | 4                  | 7           | 1r          |  |  |              |              |              |              |              |  |
|  |             | Harold Mayot       | 6                  | 5           | 2           |  |  |              | Harold Mayot | Harold Mayot | 7            | 6            |  |
|  |             | Shintaro Mochizuki | Shintaro Mochizuki | 64          | 2           |  |  | 19           | David Goffin | David Goffin | 65           | 2            |  |
|  | 19          | David Goffin       | David Goffin       | 7           | 6           |  |  |              |              |              |              |              |  |

### Sezione 4
|  | Primo turno | Primo turno  | Primo turno  | Primo turno | Primo turno |  |  | Ultimo turno | Ultimo turno | Ultimo turno | Ultimo turno | Ultimo turno |  |
|  |             |              |              |             |             |  |  |              |              |              |              |              |  |
|  | 4           | Jakub Menšík | Jakub Menšík | 6           | 6           |  |  |              |              |              |              |              |  |
|  |             | Luca Nardi   | Luca Nardi   | 4           | 2           |  |  | 4            | Jakub Menšík | Jakub Menšík | 6            | 5            |  |
|  |             | Lukáš Klein  | Lukáš Klein  | 6           | 7           |  |  |              | Lukáš Klein  | Lukáš Klein  | 7            | 7            |  |
|  | 18          | Benoît Paire | Benoît Paire | 1           | 62          |  |  |              |              |              |              |              |  |

### Sezione 5
|  | Primo turno | Primo turno        | Primo turno        | Primo turno | Primo turno |  |  | Ultimo turno | Ultimo turno       | Ultimo turno | Ultimo turno | Ultimo turno |  |
|  |             |                    |                    |             |             |  |  |              |                    |              |              |              |  |
|  | 5           | Arthur Rinderknech | Arthur Rinderknech | 6           | 6           |  |  |              |                    |              |              |              |  |
|  | WC          | Blaise Bicknell    | Blaise Bicknell    | 4           | 4           |  |  | 5            | Arthur Rinderknech | 6            | 3            | 61           |  |
|  |             | Zachary Svajda     | Zachary Svajda     | 3           | 6           |  |  | 22           | Diego Schwartzman  | 3            | 6            | 7            |  |
|  | 22          | Diego Schwartzman  | Diego Schwartzman  | 6           | 7           |  |  |              |                    |              |              |              |  |

### Sezione 6
|  | Primo turno | Primo turno    | Primo turno    | Primo turno | Primo turno |  |  | Ultimo turno | Ultimo turno | Ultimo turno | Ultimo turno | Ultimo turno |  |
|  |             |                |                |             |             |  |  |              |              |              |              |              |  |
|  | 6           | Hugo Gaston    | 2              | 6           | 2           |  |  |              |              |              |              |              |  |
|  | WC          | Coleman Wong   | 6              | 3           | 6           |  |  | WC           | Coleman Wong | 3            | 6            | 7            |  |
|  |             | Gabriel Diallo | Gabriel Diallo | 63          | 2           |  |  | 16           | Sumit Nagal  | 6            | 1            | 5            |  |
|  | 16          | Sumit Nagal    | Sumit Nagal    | 7           | 6           |  |  |              |              |              |              |              |  |

### Sezione 7
|  | Primo turno | Primo turno       | Primo turno       | Primo turno | Primo turno |  |  | Ultimo turno | Ultimo turno      | Ultimo turno | Ultimo turno | Ultimo turno |  |
|  |             |                   |                   |             |             |  |  |              |                   |              |              |              |  |
|  | 7           | Cristian Garín    | Cristian Garín    | 3           | 4           |  |  |              |                   |              |              |              |  |
|  |             | Valentin Vacherot | Valentin Vacherot | 6           | 6           |  |  |              | Valentin Vacherot | 2            | 6            | 63           |  |
|  |             | Andrea Vavassori  | 4                 | 7           | 7           |  |  |              | Andrea Vavassori  | 6            | 4            | 7            |  |
|  | 23          | Duje Ajduković    | 6                 | 62          | 65          |  |  |              |                   |              |              |              |  |

### Sezione 8
|  | Primo turno | Primo turno      | Primo turno      | Primo turno | Primo turno |  |  | Ultimo turno | Ultimo turno   | Ultimo turno | Ultimo turno | Ultimo turno |  |
|  |             |                  |                  |             |             |  |  |              |                |              |              |              |  |
|  | 8           | Pedro Martínez   | Pedro Martínez   | 6           | 6           |  |  |              |                |              |              |              |  |
|  | WC          | Alexander Blockx | Alexander Blockx | 2           | 2           |  |  | 8            | Pedro Martínez | 6            | 2            | 3            |  |
|  |             | Adam Walton      | 65               | 7           | 6           |  |  |              | Adam Walton    | 3            | 6            | 6            |  |
|  | 20          | Thiago Monteiro  | 7                | 63          | 4           |  |  |              |                |              |              |              |  |

### Sezione 9
|  | Primo turno | Primo turno           | Primo turno          | Primo turno | Primo turno |  |  | Ultimo turno | Ultimo turno         | Ultimo turno         | Ultimo turno | Ultimo turno |  |
|  |             |                       |                      |             |             |  |  |              |                      |                      |              |              |  |
|  | 9           | Aleksandar Kovacevic  | Aleksandar Kovacevic | 6           | 7           |  |  |              |                      |                      |              |              |  |
|  |             | Patrick Kypson        | Patrick Kypson       | 2           | 65          |  |  | 9            | Aleksandar Kovacevic | Aleksandar Kovacevic | 7            | 6            |  |
|  |             | Felipe Meligeni Alves | 6                    | 1           | 4           |  |  | 24           | Zizou Bergs          | Zizou Bergs          | 62           | 2            |  |
|  | 24          | Zizou Bergs           | 2                    | 6           | 6           |  |  |              |                      |                      |              |              |  |

### Sezione 10
|  | Primo turno | Primo turno       | Primo turno      | Primo turno | Primo turno |  |  | Ultimo turno | Ultimo turno      | Ultimo turno      | Ultimo turno | Ultimo turno |  |
|  |             |                   |                  |             |             |  |  |              |                   |                   |              |              |  |
|  | 10          | Brandon Nakashima | 2                | 7           | 6           |  |  |              |                   |                   |              |              |  |
|  |             | Michael Mmoh      | 6                | 64          | 4           |  |  | 10           | Brandon Nakashima | Brandon Nakashima | 1            |              |  |
|  |             | Térence Atmane    | Térence Atmane   | 6           | 6           |  |  |              | Térence Atmane    | Térence Atmane    | 1            | r            |  |
|  | Alt         | Michail Kukuškin  | Michail Kukuškin | 4           | 4           |  |  |              |                   |                   |              |              |  |

### Sezione 11
|  | Primo turno | Primo turno       | Primo turno       | Primo turno | Primo turno |  |  | Ultimo turno | Ultimo turno      | Ultimo turno | Ultimo turno | Ultimo turno |  |
|  |             |                   |                   |             |             |  |  |              |                   |              |              |              |  |
|  | 11          | Jeffrey John Wolf | Jeffrey John Wolf | 6           | 7           |  |  |              |                   |              |              |              |  |
|  | WC          | Eliot Spizzirri   | Eliot Spizzirri   | 3           | 5           |  |  | 11           | Jeffrey John Wolf | 3            | 6            | 4            |  |
|  | WC          | Rei Sakamoto      | Rei Sakamoto      | 65          | 65          |  |  | 21           | Vít Kopřiva       | 6            | 1            | 6            |  |
|  | 21          | Vít Kopřiva       | Vít Kopřiva       | 7           | 7           |  |  |              |                   |              |              |              |  |

### Sezione 12
|  | Primo turno | Primo turno           | Primo turno           | Primo turno | Primo turno |  |  | Ultimo turno | Ultimo turno          | Ultimo turno | Ultimo turno | Ultimo turno |  |
|  |             |                       |                       |             |             |  |  |              |                       |              |              |              |  |
|  | 12          | Jurij Rodionov        | 7                     | 67          | 2           |  |  |              |                       |              |              |              |  |
|  |             | Otto Virtanen         | 63                    | 7           | 6           |  |  |              | Otto Virtanen         | 4            | 6            | 4            |  |
|  |             | Benjamin Hassan       | Benjamin Hassan       | 67          | 4           |  |  | 13           | Roberto Bautista Agut | 6            | 4            | 6            |  |
|  | 13          | Roberto Bautista Agut | Roberto Bautista Agut | 7           | 6           |  |  |              |                       |              |              |              |  |